# Laghi salati del bacino dello Zambesi
I Laghi salati del bacino dello Zambesi sono una ecoregione dell'ecozona afrotropicale (codice ecoregione: AT0908).
L'ecoregione comprende il complesso delle saline del Makgadikgadi Pan, situato nella parte nord-orientale del Botswana, a sud-est del Delta dell'Okavango, nel deserto del Kalahari.

## Territorio

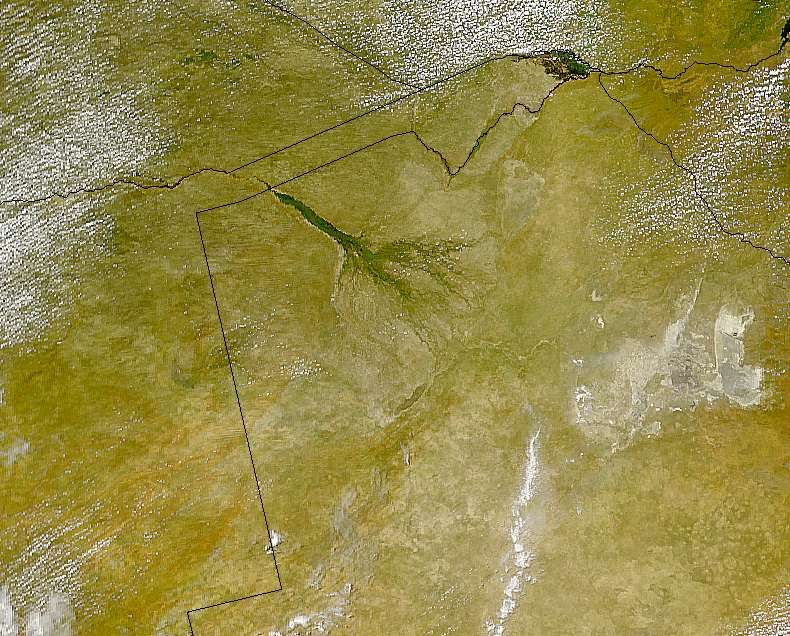
In questa immagine satellitare il complesso del Makgadikgadi Pan è riconoscibile a sud-est del Delta dell'Okavango.

Si tratta di uno dei più estesi sistemi di saline del mondo, con una superficie totale di oltre 12.000 km2.
La regione una volta ospitava un grande lago, il lago Makgadikgadi, essiccatosi oltre 10.000 anni fa, cedendo il posto ad una ampia distesa argillosa salata. Al suo posto oggi restano due grandi saline, soggette a periodiche inondazioni durante la stagione delle piogge: Ntwetwe Pan a ovest e Sua Pan ad est, e un insieme di saline più piccole tra cui Nxai Pan, Kgama Kgama Pan e Kudiakam Pan. Attualmente le saline ricevono le acque del delta del fiume Nata, e stagionalmente anche quelle del Delta dell'Okavango, per mezzo del fiume Boteti, un corso d'acqua effimero che si estingue durante la stagione arida.
L'ecoregione confina a nord con i boschi di Acacia-Baikiaea del Kalahari e a sud con la savana alberata a mopane dello Zambesi.

## Flora

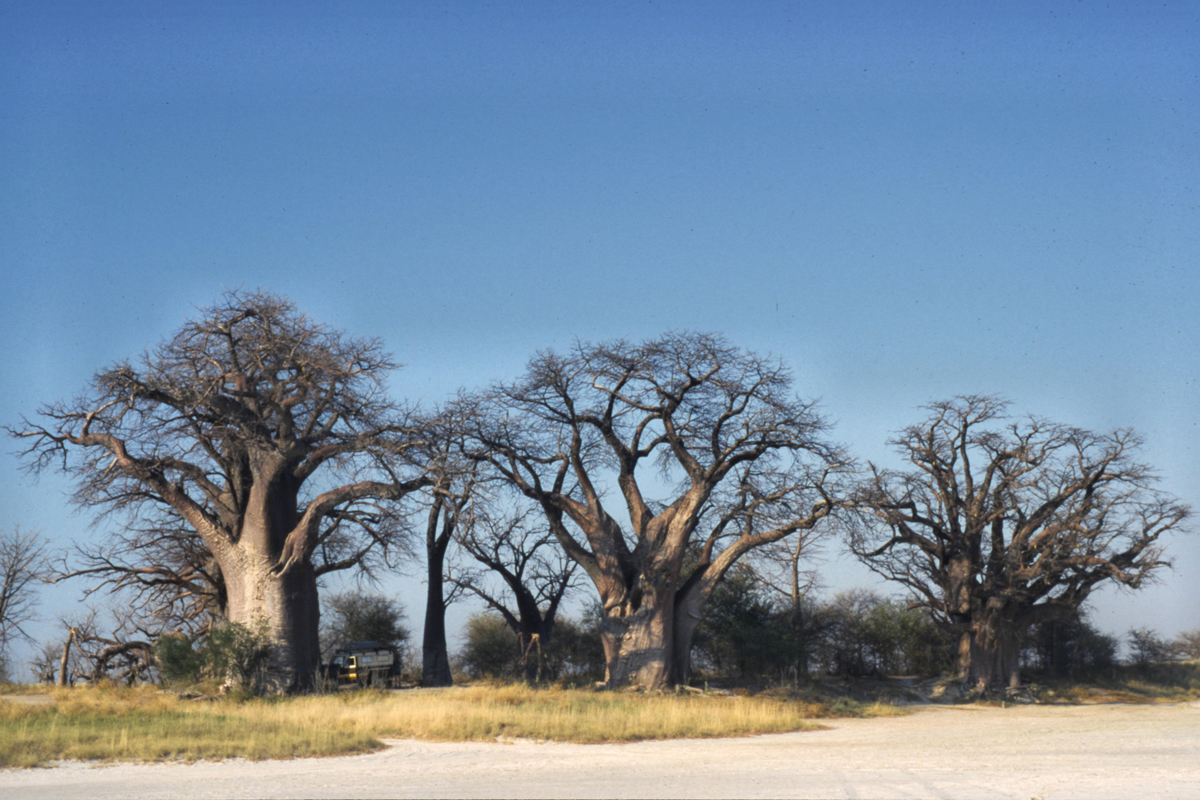
I "baobab di Baines" all'interno del Parco nazionale Nxai Pan.

Il territorio dell'ecoregione è quasi del tutto privo di vegetazione macrofitica. Nell'area delle saline l'unica vegetazione è rappresentata da un sottile strato di alghe che ricopre la superficie durante la stagione delle piogge. Ai bordi delle saline cresce una rada vegetazione rappresentata prevalentemente da due graminacee: Sporobolus spicatus e Odyssea paucinervis. Nelle pozze acquitrinose che si creano nelle zone più umide crescono Portulaca oleracea, Sporobolus tenellus  e Suaeda vermiculata. Nella fascia più esterna, caratterizzata da un suolo meno salmastro, si sviluppa una prateria dominata da Odyssea paucinervis e Cynodon dactylon, con sporadica presenza di specie arboree tra cui palme del genere Hyphaene, isolati baobab (Adansonia digitata) e alberi di acacia (Acacia kirkii, Acacia nigrescens). Ai margini dell'area di Kudiakam Pan, una salina per il resto priva di vegetazione macrofitica che ricade all'interno del Parco nazionale Nxai Pan, si trova un gruppo molto scenografico di baobab, noti come i "baobab di Baines", dal nome dell'artista britannico Thomas Baines (1820 – 1875), che li immortalò in un suo acquerello del 1862.

## Fauna
Per la maggior parte dell'anno, al di fuori della stagione delle piogge, gli unici vertebrati che talora si spingono nell'area interna delle saline sono gli struzzi (Struthio camelus), che scelgono le saline come sito di nidificazione al riparo dai predatori, e pochi altri uccelli come il corriere delle sabbie (Charadrius pallidus) e il corriere di Kittlitz (Charadrius pecuarius). Popolazioni residenti di uccelli si trovano nei pressi del delta del fiume Nata, unico corso d'acqua perenne della regione, che ospita svassi (Podiceps spp.), cormorani (Phalacrocorax spp.), anatre (Anatidae spp.), corrieri (Charadrius spp.) e pellicani (Pelecanus spp.). Nelle praterie che circondano le saline è possibile incontrare il serpentario (Sagittarius serpentarius) e l'otarda kori  (Ardeotis kori). Sulle palme del genere Hyphaene, presenti nella parte occidentale della regione, nidificano il gheppio maggiore africano (Falco rupicoloides) e l'avvoltoio delle palme (Gypohierax angolensis).

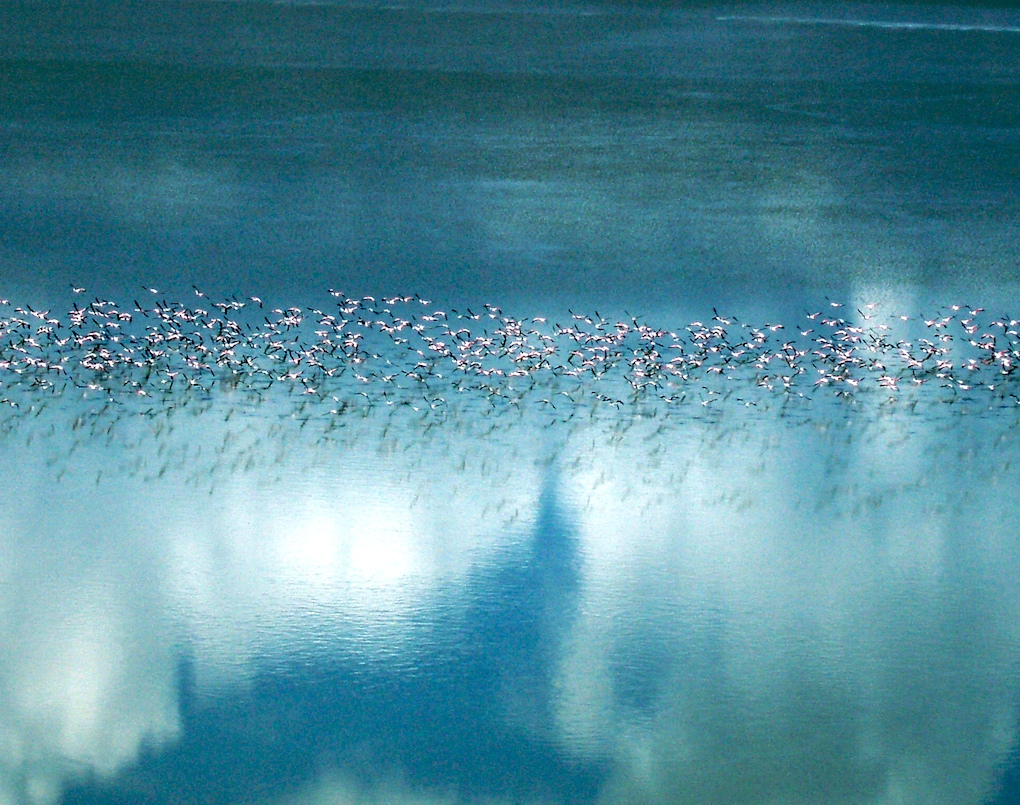
Stormo di fenicotteri nel Makgadikgadi Pan

Con l'arrivo delle piogge l'arida distesa delle saline si trasforma in una vasta zona umida che attira migliaia di uccelli acquatici e limicoli, molti dei quali nidificano nell'area. Per tale caratteristica la regione del Makgadikgadi Pan è classificata come "Important Bird Area" ed è stata proposta come  "Zona umida di Importanza Internazionale" secondo la Convenzione di Ramsar. La presenza più spettacolare è quella dei fenicotteri (Phoenicopterus roseus e Phoeniconaias minor), che arrivano in stormi di migliaia di esemplari per nidificare nell'area, considerata uno dei più importanti siti di nidificazione di queste due specie nell'Africa australe. Altre specie segnalate sono: la gru caruncolata (Grus carunculata), la gru coronata (Balearica regulorum), il becco a sella africano (Ephippiorhynchus senegalensis), il marabù africano (Leptoptilos crumenifer), l'anastomo africano (Anastomus lamelligerus), l'aquila pescatrice africana (Haliaeetus vocifer), lo svasso piccolo (Podiceps nigricollis), la sterna maggiore (Hydroprogne caspia), il pellicano (Pelecanus onocrotalus), il pellicano rossiccio (Pelecanus rufescens), l'avocetta (Recurvirostra avosetta), il cavaliere d'Italia (Himantopus himantopus) e vari anatidi tra cui Anas erythrorhyncha, Anas capensis, Dendrocygna bicolor, Netta erythrophthalma e Thalassornis leuconotus.
Nella fascia di prateria che circonda le saline si possono incontrare diversi mammiferi tra cui lo sciacallo dalla gualdrappa (Canis mesomelas), l'alcelafo (Alcelaphus buselaphus), l'orice gazzella (Oryx gazella), lo springbok (Antidorcas marsupialis), il raficero campestre (Raphicerus campestris), il kudu (Tragelaphus strepsiceros), la giraffa (Giraffa camelopardalis), la zebra di Burchell (Equus quagga burchellii), lo gnu striato (Connochaetes taurinus), la iena bruna (Parahyaena brunnea), la iena maculata (Crocuta crocuta), il leone (Panthera leo), il ghepardo (Acinonyx jubatus), il licaone (Lycaon pictus) e l'elefante (Loxodonta africana).
Tra i numerosi rettili che popolano l'area merita una menzione l'agama spinosa di Makgadikgadi (Agama hispida makarikarika), sottospecie endemica della regione. Questo sauro è molto difficile da osservare a causa delle sue abitudini fossoriali.
L'ecoregione ospita infine una ricca fauna invertebrata altamente specializzata. Si tratta soprattutto di crostacei, adattati a sopravvivere ai lunghi periodi di siccità. Hanno un ciclo vitale molto rapido e le loro uova sono in grado di sopravvivere a lungo all'interno del terreno essiccato. Le uova si schiudono all'arrivo delle prime piogge e nell'arco di 24 ore danno vita ad individui già in grado di riprodursi..

## Conservazione

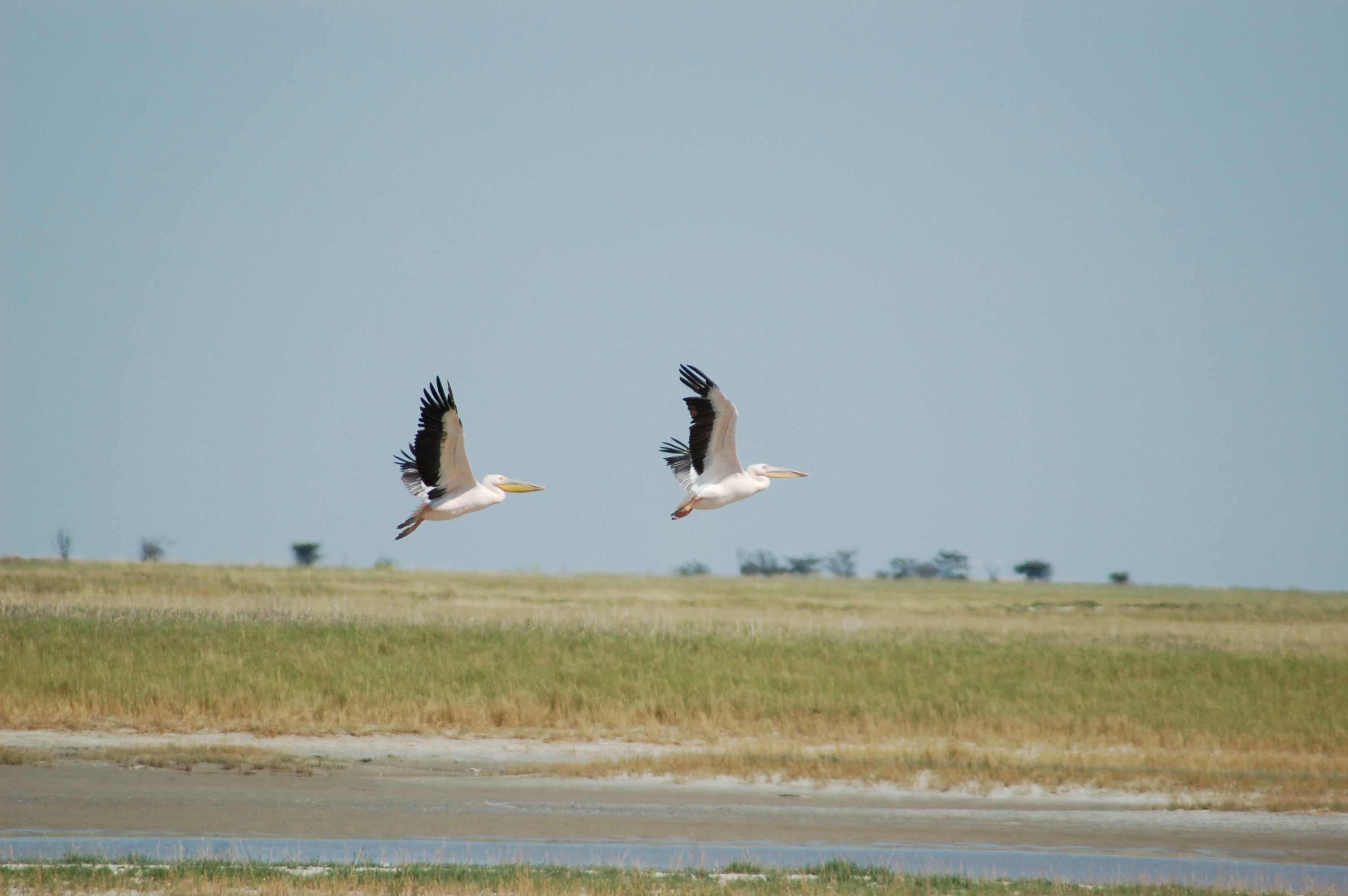
Oasi avifaunistica del fiume Nata

L'ecoregione ha una popolazione umana molto limitata e il suo habitat è relativamente intatto e privo di disturbi. Tuttavia la gran parte del suo territorio non è formalmente tutelata da misure di protezione. Lo stato di conservazione dell'ecoregione è pertanto considerato vulnerabile.
Nella regione esistono due parchi nazionali: il Parco nazionale Makgadikgadi Pans (4902 km2), che tutela la parte occidentale di Ntwetwe Pan, e il Parco nazionale Nxai Pan (2576 km2), che tutela le saline di Nxai Pan, Kudiakam Pan e Khama Khama Pan. La gran parte di Ntwetwe Pan e la quasi totalità di Sua Pan (considerato il principale centro di nidificazione dei fenicotteri dell'Africa australe), sono prive di tutela. Solo l'estrema propaggine nord-orientale di Sua Pan, nei pressi del delta del fiume Nata, è tutelata all'interno dell'Oasi avifaunistica del fiume Nata (961 km2), costituita nel 1993 per iniziativa delle comunità locali.